# Белград (тауншип, Миннесота)
Белград (англ. Belgrade) — тауншип в округе Николлет, Миннесота, США. На 2000 год его население составило 1033 человека.

## География
По данным Бюро переписи населения США площадь тауншипа составляет 91,5 км², из которых 91,0 км² занимает суша, а 0,5 км² — вода (0,54 %).

## Демография
По данным переписи населения 2000 года здесь находились 1033 человека, 371 домохозяйство и 309 семей.  Плотность населения —  11,4 чел./км².  На территории тауншипа расположено 429 построек со средней плотностью 4,7 построек на один квадратный километр. Расовый состав населения: 98,55 % белых, 0,19 % афроамериканцев, 0,48 % азиатов, 0,19 % — других рас США и 0,58 % приходится на две или более других рас. Испанцы или латиноамериканцы любой расы составляли 0,48 % от популяции тауншипа.
Из 371 домохозяйства в 40,7 % воспитывались дети до 18 лет, в 75,2 % проживали супружеские пары, в 4,3 % проживали незамужние женщины и в 16,7 % домохозяйств проживали несемейные люди. 14,8 % домохозяйств состояли из одного человека, при том 5,1 % из — одиноких пожилых людей старше 65 лет. Средний размер домохозяйства — 2,78, а семьи — 3,07 человека.
27,3 % населения — младше 18 лет, 7,6 % — в возрасте от 18 до 24 лет, 29,0 % — от 25 до 44, 26,9 % — от 45 до 64, и 9,2 % — старше 65 лет. Средний возраст — 38 лет. На каждые 100 женщин приходилось 102,2 мужчин.  На каждые 100 женщин старше 18 приходилось 103,5 мужчин.
Средний годовой доход домохозяйства составлял 61 827 долларов, а средний годовой доход семьи —  66 083 доллара. Средний доход мужчин —  40 417  долларов, в то время как у женщин — 25 568. Доход на душу населения составил 23 762 доллара. За чертой бедности находились 1,3 % семей и 2,3 % всего населения тауншипа, из которых 3,9 % младше 18 и 2,0 % старше 65 лет.